# (9455) 1998 FJ56
(9455) 1998 FJ56 est un astéroïde de la ceinture principale découvert en 1998.

## Description
(9455) 1998 FJ56 a été découvert le 20 mars 1998 à l'observatoire Magdalena Ridge, situé dans le comté de Socorro, au Nouveau-Mexique (États-Unis), par les astronomes du projet Lincoln Near-Earth Asteroid Research (LINEAR).

### Caractéristiques orbitales
L'orbite de cet astéroïde est caractérisée par un demi-grand axe de 2,80 UA, un périhélie de 2,78 UA, une excentricité de 0,01 et une inclinaison de 4,30° par rapport à l'écliptique. Du fait de ces caractéristiques, à savoir un demi-grand axe compris entre 2 et 3,2 UA et un périhélie supérieur à 1,666 UA, il est classé, selon la JPL Small-Body Database, comme objet de la ceinture principale.

### Caractéristiques physiques
(9455) 1998 FJ56 a une magnitude absolue (H) de 13,2 et un albédo estimé à 0,056.